# Handbal op de Olympische Zomerspelen 2012
Handbal is een van de sporten die beoefend werden tijdens de Olympische Zomerspelen 2012 in Londen. De wedstrijden vonden van 28 juli tot en met 12 augustus plaats in de Handball Arena en de Basketball Arena (kwartfinales mannen, de halve finales en finales).
Zowel aan het mannentoernooi als het vrouwentoernooi namen twaalf landen deel. Elk team mocht maximaal uit vijftien personen bestaan.

## Kwalificatie
Het gastland Groot-Brittannië was automatisch geplaatst in beide toernooien. De overige elf deelnemers per toernooi moesten zich kwalificeren via kwalificatietoernooien.

### Mannen
| Toernooi                           | Datum                      | Locatie     | Plaatsen | Gekwalificeerd   |
| ---------------------------------- | -------------------------- | ----------- | -------- | ---------------- |
| Gastland                           |                            |             | 1        | Groot-Brittannië |
| Wereldkampioenschap                | 13-30 januari 2011         | Zweden      | 1        | Frankrijk        |
| Europees kampioenschap             | 17-29 januari 2012         | Servië      | 1        | Denemarken       |
| Aziatisch kwalificatietoernooi     | 23 oktober-3 november 2011 | Seoel       | 1        | Zuid-Korea       |
| Afrikaanse kampioenschap           | 10-21 januari 2012         | Rabat/Salé  | 1        | Tunesië          |
| Pan-Amerikaanse Spelen             | 13-30 oktober 2011         | Guadalajara | 1        | Argentinië       |
| Olympisch kwalificatietoernooi I   | 6-8 april 2012             | Spanje      | 2        | Servië Spanje    |
| Olympisch kwalificatietoernooi II  | 6-8 april 2012             | Zweden      | 2        | Hongarije Zweden |
| Olympisch kwalificatietoernooi III | 6-8 april 2012             | Kroatië     | 2        | IJsland Kroatië  |
| Totaal                             |                            |             | 12       |                  |

### Vrouwen
| Toernooi                           | Datum              | Locatie              | Plaatsen | Gekwalificeerd       |
| ---------------------------------- | ------------------ | -------------------- | -------- | -------------------- |
| Gastland                           |                    |                      | 1        | Groot-Brittannië     |
| Wereldkampioenschap                | 3-18 december 2011 | Brazilië             | 1        | Noorwegen            |
| Europees kampioenschap             | 7-19 december 2010 | Denemarken Noorwegen | 1        | Zweden¹              |
| Aziatisch kwalificatietoernooi     | 12-20 oktober 2011 | China                | 1        | Zuid-Korea           |
| Afrikaanse kampioenschap           | 10-21 januari 2012 | Rabat/Salé           | 1        | Angola               |
| Pan-Amerikaanse Spelen             | 13-30 oktober 2011 | Guadalajara          | 1        | Brazilië             |
| Olympisch kwalificatietoernooi I   | 25-27 mei 2012     | Frankrijk            | 2        | Frankrijk Montenegro |
| Olympisch kwalificatietoernooi II  | 25-27 mei 2012     | Spanje               | 2        | Spanje Kroatië       |
| Olympisch kwalificatietoernooi III | 25-27 mei 2012     | Denemarken           | 2        | Rusland Denemarken   |
| Totaal                             |                    |                      | 12       |                      |

¹ Zweden kwalificeerde zich als verliezend finalist, omdat Noorwegen zich als wereldkampioen plaatste voor de Olympische Spelen.

## Medaillewinnaars
| Onderdeel | Goud      | Zilver     | Brons   |
| --------- | --------- | ---------- | ------- |
| Mannen    | Frankrijk | Zweden     | Kroatië |
| Vrouwen   | Noorwegen | Montenegro | Spanje  |

### Medaillespiegel
| Plaats | Land       | NOC    | Goud | Zilver | Brons | Totaal |
| ------ | ---------- | ------ | ---- | ------ | ----- | ------ |
| 1      | Frankrijk  | FRA    | 1    | 0      | 0     | 1      |
| 1      | Noorwegen  | NOR    | 1    | 0      | 0     | 1      |
| 3      | Montenegro | MNE    | 0    | 1      | 0     | 1      |
| 3      | Zweden     | SWE    | 0    | 1      | 0     | 1      |
| 5      | Kroatië    | CRO    | 0    | 0      | 1     | 1      |
| 5      | Spanje     | ESP    | 0    | 0      | 1     | 1      |
| Totaal | Totaal     | Totaal | 2    | 2      | 2     | 6      |